# مشروع الجزيرة

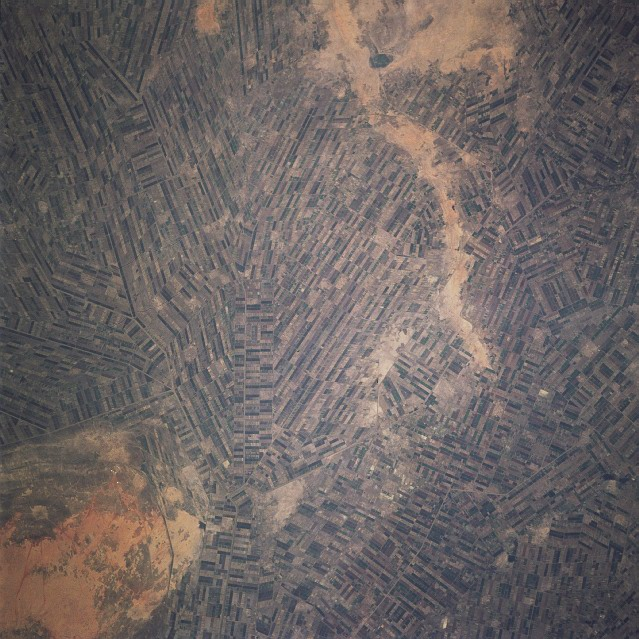
سهل الجزيرة /السودان 1997

يقع مشروع الجزيرة الزراعي في وسط السودان بين النيلين الأزرق والأبيض في السهل الطيني الممتد من منطقة سنار إلى جنوب الخرطوم عاصمة السودان. وأنشئ هذا المشروع في عام 1925 لمدّ المصانع البريطانية بحاجتها من خام القطن والذي شكل أيضاً العمود الفقاري لاقتصاد السودان بعد الاستقلال. ويعتبر مشروع الجزيرة أكبر مشروع مروي في أفريقيا وأكبر مزرعة في العالم ذات إدارة واحدة.

## النشأة
بدأ مشروع الجزيرة في عام 1911م، كمزرعة تجريبية لزراعة القطن في مساحة قدرها 250 فدان (بمنطقة طيبة وكركوج) شمال مدينة ود مدني تروى بالطلمبات (مضخات المياه). بعد نجاح التجربة بدأت المساحة في الازدياد عاماً بعد آخر حتى بلغت 22 ألف فدان في عام 1924م. وفي العام الذي تلاه تم افتتاح خزان سنار وإزدادت المساحة المروية حتى بلغت حوالي المليون فدان في عام 1943م. والفترة من 1958 وحتى 1962م تمت إضافة أرض زراعية بمساحة مليون فدان أخرى عرفت باسم امتداد المناقل، لتصبح المساحة الكلية للمشروع اليوم 2,2 مليون فدان.

### مراحل تأسيس المشروع
تأسس المشروع في عدة مراحل:
- المرحلة الأولى إبّان فترة الحكم الثنائي (1925 - 1955 م) :

كان المشروع في هذه المرحلة يدار من قبل الشركة الزراعية الهندسية، التي ركزت نشاطها الزراعي على زراعة محصول القطن كهدف إستراتيجي. وشهدت هذه المرحلة ازدياد الوعي السياسي لدى المزارعين بالمشروع وبداية مقاومتهم للسياسة الزراعية التي تبنتها الإدارة الاستعمارية مما أدى إلى إضرابهم الأول عام 1941م، والثاني عام 1942م، في وقت كان العالم فيه يعيش آخر أيام الحرب العالمية الثانية. وتضامن مزارعوا الجزيرة مع عمال السودان مطالبين بحق تقرير المصير للسودان والاستقلال. وفي عام 1950م، تم تأميم مشروع الجزيرة وسودنته، وتزامن ذلك مع الأزمة الاقتصادية العالمية الكبرى في عامي 1929 و1930م، وأثرها على اقتصاديات الدول والبلدان بما فيها السودان ومشروع الجزيرة حيث تدنت إنتاجية القطن فيه وانخفضت بالتالي دخول المزارعين الأمر الذي أدى إلى هجرة أعداد كبيرة منهم من المشروع إلى مناطق أخرى في السودان بحثاً عن الرزق. وبعد زوال الأزمة الاقتصادية العالمية استعاد المشروع عافيته.
- المرحلة الثانية، التوسع الأفقي للمشروع (1955 - 1970):

في هذه المرحلة تم تكوين مجلس إدارة مشروع الجزيرة، وأنشأت مصلحة الإنشاءات والتعمير، للإشراف على الأعمال الفنية المتعلقة بامتداد المناقل كما تم تشييد سد الرصيرص. وقد ساهمت شخصيات سودانية في تخطيط مساحات زراعية جديدة بتوسع أفقي شمل (4410,5) قطعة أرض حيازة (28945 مزارعا) وبلغت المساحة الكلية لمشروع الجزيرة والمناقل (2,2 مليون فدان). وبعد التوسع الأفقي اكتمل مشروع الجزيرة وامتداد المناقل في عام 1958م، وامتداد عبد الماجد عام 1963م بدورة زراعية ثلاثية تتكون من 15 فدان (5 أفدنة تزرع قطناً و5 تترك للمزارع يزرع فيها ما يشاء من خضروات أو فول سوداني وغيره و5 أفدنة تترك أرض بور- لا تزرع). وأصبح المشروع يعرف بمشروع الجزيرة والمناقل، وفي هذه المرحلة تم أيضاً إنشاء مصلحة الخدمات الاجتماعية.
- المرحلة الثالثة، التوسع الرأسي للمشروع منذ 1970 م:

من أهم التطورات التي حدثت في هذه المرحلة هي خطة التوسع والتنوع وبرنامج تعمير المشروع وتحديثه، خاصة بعد الاستمرار في التوسع الأ فقي، في فترة ما بعد الاستعمار بداء التفكير في الزيادة الرأسية بإدخال محاصيل جديدة وتقليل مساحة الأرض البور. وأصبح من الممكن تنفيذ هذه الخطة بعد إبرام اتفاقية مياه النيل مع مصر في عام 1959م، كانت دواعى تطبيق سياسات التكثيف والتوسع في المشروع هي التخلي عن الاعتماد على زراعة المحصول الواحد لما لها من مخاطر (مثل الأفات والآمراض وتقلبات الأسعار). وشهد موسم (1975- 1976م) تنفيذ أكبر قدر من التكثيف والتنويع في المحاصيل حيث زادت المساحة المخصصة لكل المحاصيل المزروعة حتى بلغت حوالي (1,794,163) فدان من المساحة الكلية للمشروع وقدرها 2,2 مليون فدان.

## أهداف المشروع
1. زراعة محاصيل الصادر، كالقطن وزهرة الشمس.
2. تحويل المنطقة من الزراعة التقليدية إلى الحديثة.
3. رفع المستوى المعيشي والخدمي باستيعاب 15 ألف مزارع، وتوفير السكن والخدمات الصحية والتعليمية لهم.
4. تحقيق التكامل الزراعي بإدخال الحيوان في الدورة الزراعية،
5. التوسع في زراعة الخضر والفاكهة للاستهلاك المحلي والتصدير.
6. استغلال حصة السودان من مياه النيل.

## المساحة
قام مشروع الجزيرة على مساحة تقدر بحوالي (2,200,000 فدان) تمتد شمالاً من حدود الخرطوم الجنوبية وتوزع ملكية الأرض فيها على النحو التالي:
1. الحكومة تملك (000 ,300 ,1 فدان) (حسب قانون 1898)
2. الملاك الأهالي (000 ,900 فدان). (تقدر الأراضي الملك الحر في مشروع الجزيرة بحوالي (518,000 فدان) و(382,000 فدان) في امتداد المناقل.

## المزارعون
سكان من جميع أنحاء السودان ومن مختلف القبائل والمجموعات الاثنية مثل الفور، الهوسا والبقارة. 

## اتحاد مزارعي المشروع
يقوم اتحاد مزارعي الجزيرة والمناقل بدور حيوي في الحياة الاقتصادية والاجتماعية للمزارعين من خلال المساهمة الفاعلة في إدارة المشروع عن طريق المشاركة في مجلس الإدارة للعديد من المؤسسات الاقتصادية التابعة لإتحاد الزرّاع كشركة الأقطان ومصرف المزارع التجاري ومطاحن الغلال.

## إدارة المشروع
عندما تقرر تأميم المشروع في العام 1950 انتقلت إدارة مشروع الجزيرة إلى مجلس إدارة المشروع الجديد برئاسة المحافظ الإنجليزي للمشروع المستر جنيسكل الذي ظل في خدمة المشروع في الفترة من عام 1923 وحتى 1952 م قبل أن تتم سودنة وظيفة المحافظ. وكان أول محافظ سودانى هو السيد مكي عباس الذي تولى الوظيفة من عام 1955 - 1958 م واستمرت الإدارة الجديدة في سودنة الوظائف عام بعد عام. وبحلول 1956 م، اكتملت سودنة جميع الوظائف.
تتكون إدارة المشروع حالياً من مجلس إدارة يرأسه وزير الزراعة الإتحادي و15 عضو منهم مدير عام المشروع ووكيل وزارة الزراعة الإتحادية وممثل لوزارة المالية ونائب محافظ بنك السودان المركزي وممثل لكل من ولاية الجزيرة وشركة الأقطان السودانية وهيئة البحوث الزراعية إلى جانب ممثل للعمال والموظفين بالمشروع وستة ممثلين آخرين للمزارعين.
يتولى المدير العام إدارة العمل التنفيذي في المشروع بمساعدة أربع هيئات إدارية هي:
- الإدارة الزراعية
- الإدارة الهندسية
- الإدارة المالية
- إدارة الشؤون الإدارية

ويتبع لكل هيئة من الهيئآت الأدارية الأربع عددا من الوحدات المتخصصة. وتعتبر الإدارة الزراعية أكبر الإدارت حيث تتولى إدارة العمليات الإنتاجية في المشروع وتنفسم إلى 18 قسم ميداني ولكل قسم لجنة إدارية يتبع لها عدد من وحدات أصغر تعرف بالتفاتيش (المفرد تفتيش) يبلغ عددها الحالي حوالي 113 تفتش. ويضم التفتيش كل تجهيزات ووسائط العمل من مساكن للعاملين ومكاتب ومخازن وورش بالإضافة إلى ى محالج القطن (في بلدات مارنجان والحصاحيصا والباقير القريبة من الخرطوم) كما يشمل التفتيش شبكة النقل الداخلي للإنتاج المتمثلة في خطوط السكة الحديدية الخفيفة التابعة للمشروع. وتوجد محطة أبحاث زراعية في مدينة ود مدني مهمتها دراسة تحسين البذور وغيرها من الأبحاث ذات الصلة بإنتاج القطن.
وكان بالمشروع 68 مكتباً لمراقبة الغيط، منها مكتب سابع دليب، ومكتب حمد النيل، ومكتب الغبشان، وغيرها. ويتكون الهيكل الوظيفي لمكتب المراقبة من موظفين (الباشمفتش، والمفتش الأول، والباشغفير، والغفير الأول، والفراش، والمحاسب، والباشمحاسب).
مقر رئاسة إدارة المشروع في بلدة بركات بولاية الجزيرة والواقعة على خط السكة الحديدية الذي يربط سنار عبر المشروع بالخرطوم.

## مساهمة المشروع في الاقتصاد السوداني

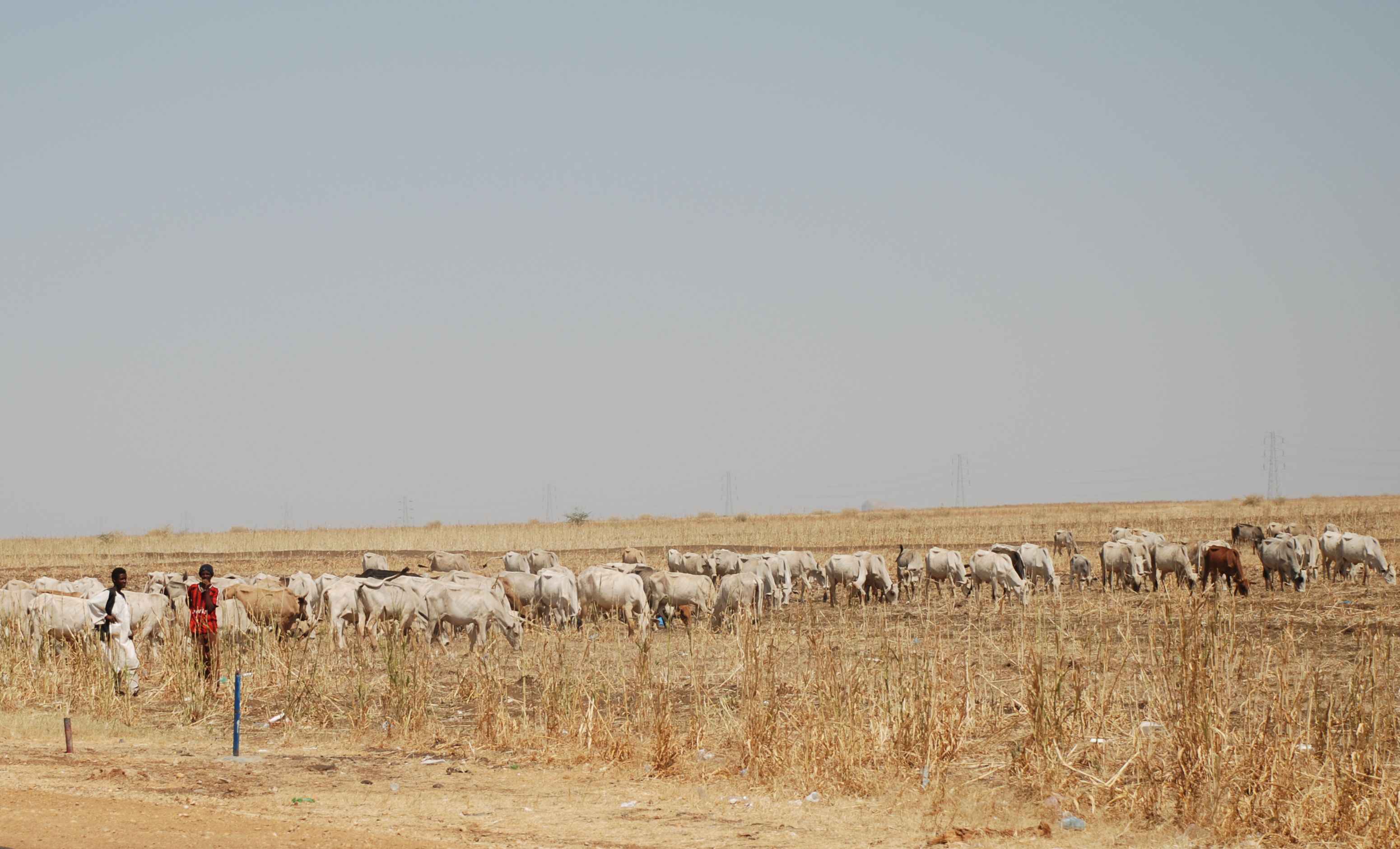
بقايا حصاد المحاصيل في مشروع الجزيرة تشكل مرعى للماشية

يساهم المشروع في الوقت الحاضر بنحو 65% من إنتاج البلاد من القطن ونسبة كبيرة من إنتاج القمح والذرة والمحاصيل البستانية، يتيح المشروع فرصاً واسعة للاستثمار في الصناعات الزراعية كصناعة الغزل والنسيج ومطاحن الغلال وصناعة الزيوت وتصنيع الأغذية والجلود. كما يتيح فرصاً واسعة أيضاً لشركات الخدمة التي يمكن أن تنشط في مجالات العمليات الزراعية والتعبئة والتغليف وغير ذلك من الخدمات التي ترتبط بالإنتاج الزراعي.
ويملك المشروع 13 محلج للقطن ومصنعاً تعاونياً للألبان في بركات ويتولى عمليات إنتاج وتسويق وتخزين المحاصيل.

## المحاصيل
تتمثل أهم المحاصيل في: القطن، الفول السوداني، الذرة، القمح، والذرة الرفيعة، الذرة، الخضروات، الأعلاف، زهرة الشمس بالإضافة إلى الإنتاج الحيواني. وكان المشروع ينتج أيضاً الأرز قبل أن يتوقف عن ذلك لظروف مناخية، أو ربما تم استبعاده - كما يرى البعض - لمنافسته للقطن الذي كان يعتبر المحصول الاقتصادي الأول وقتئذ، وقد تم نقل زراعة الأرز إلى منطقة النيل الأبيض حيث المياه الفائضة التي تغمر مساحات شاسعة (تقدر بحوالي مليون فدان) خلال الفترة التي يتم فيها أغلاق أبواب سد جبل أولياء في الفترة من سبتمبر / تشرين الأول وحتى مارس / آذار من كل عام.
جدول يبين إنتاج الأراضي من المحاصيل في الموسم الزراعي 1992-1993
| المحصول    | مساحة الأرض بالفدان |
| ---------- | ------------------- |
| ذرة رفيعة  | 550,000             |
| قمح        | 530,000             |
| فول سوداني | 188,000             |
| قطن        | 152,000             |
| خضروات     | 50,000              |
| الذرة      | 5,000               |

## نظام الرّي

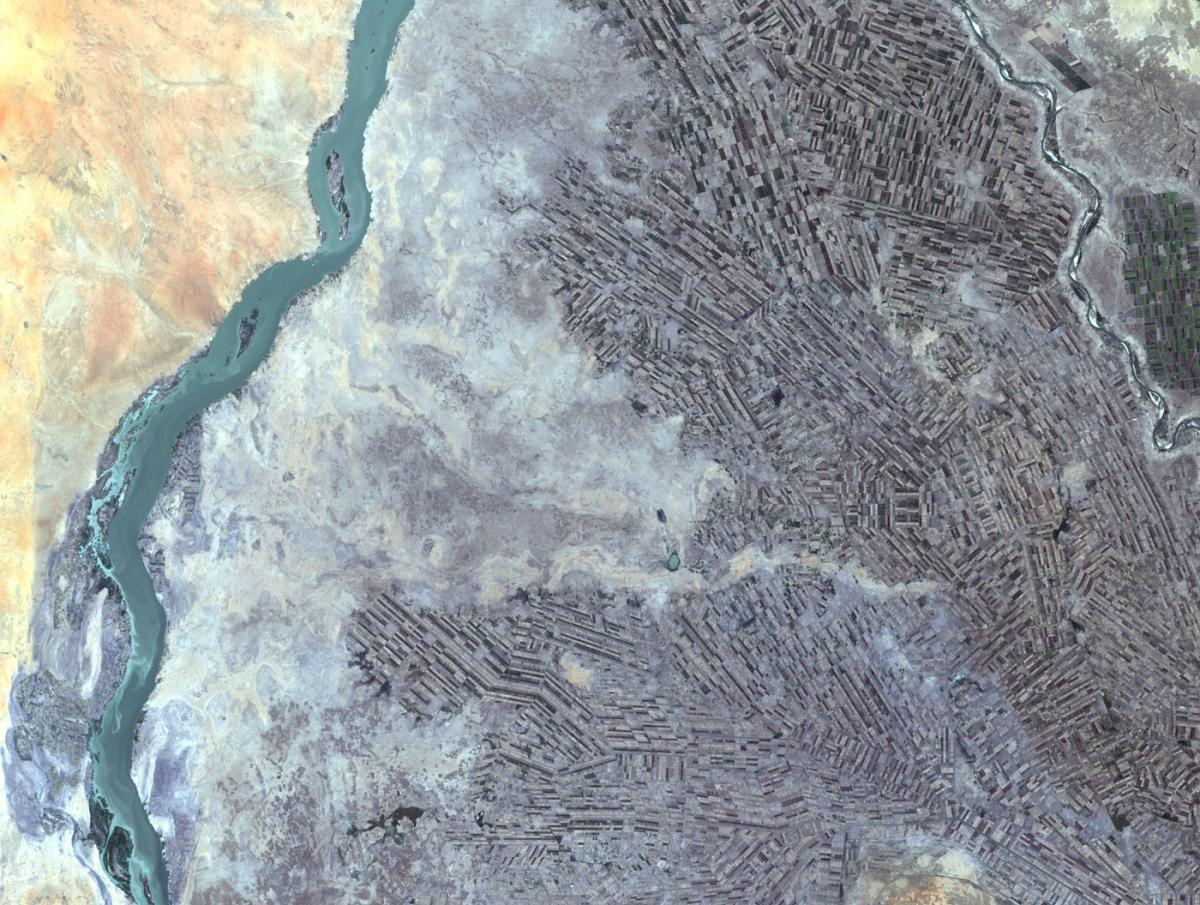
صورة فضائية لحواشات المشروع ومنظومة الريّ

يعتمد الإنتاج الزراعي في مشروع الجزيرة بصفة أساسية على الرّي الصناعي وكذلك الأمطار في الفترة ما بين شهرى يوليو / تموز – أكتوبر / تشرين الأول) والتي تساهم في ري بعض المحاصيل الصيفية.
يتم ريّ المشروع عن طريق ما يعرف بالرّي الانسيابي من سد سنار الذي شُيّد في عام (1925 م). ويتم توزيع المياه بواسطة شبكة من القنوات يبلغ طولها (375,14 كيلومتر) بطاقة تخزينية قدرها 31 مليون متر مكعب، وقد تم تصميم هذا النظام ليعمل بنظام التخزين نهاراً. يتم التحكم في حجم المياه وتوزيعها لمقابلة الاحتياجات المائية لمحاصيل الدورة الزراعية بواسطة عمالاً وأجهزة تشغيل مختلفة موزعة على طول هذه القنوات.
يعتمد الرّي الانسيابي، الذي يتميز بانخفاض تكاليفه، علي مدى استواء سطح الأرض وانسيابها من الجنوب نحو الشمال، وذلك من خلال شبكة من القنوات طولها 2300 كيلومتر وتتكون من 1500 قناة صغيرة طولها 8000 كيلومتر وقناتين (ترعتين) رئيسيتين بسعة 345 متر مكعب في الثانية وهما قناة الجزيرة وقناة المناقل.. وتعمل هذه القنوات ابتدء من الترعة الرئيسية على نقل المياه من السد (الذي يعرف لدى المزارعين باسم الخزان) الي الترعة الفرعية ومنها إلى جدوال كبيرة يعرف الواحد منها باسم «أبو عشرين » ومن جدوال أبوعشرين الي جدوال أخرى أصغر حجماً تعرف بجداول «أبوستة» ومن أبو ستة الي الجدول الأصغر داخل المساحة المزروعة (الحواشة).
كانت أرض المزارع في السابق مقسمة إلى اربع حواشات، مساحة الواحدة منها تبلغ 5 فدان. ولكن بتغيير الدورة الزراعية الي دورة خماسية أصبحت الحواشات بمساحة اربع افدنة نسبة لتغير التركيبة المحصولية للمزارع.

## مشاكل المشروع
نظام تشغيل المشروع نظام غير معقد ويعود إلى عشرينيات القرن الماضي ونسبة لجودة نوعية الموارد الطبيعية من مياه وتربة فإن المشروع قد استمر يعمل بشكل جيد لفترة طويلة. وقد بدأت المشاكل الحقيقية التي واجهته في سبعينيات القرن الماضي وتفاقمت مع مرور الزمن حتى غدت تشكل تهديداً خطيراً لاستمراره بشكله الحالي. ومن أهم المشاكل نقص الموارد والاعتمادات المالية اللازمة لأعمال صيانة وخصخصة المشروع وبيع ممتلكاته واستبدال الآلات والبنيات القديمة خاصة نظام الاتصالات داخل وحدات المشروع الذي يعتبر ضرورياً في إدارة عمليات الريّ وتعذر إزالة الطمي والحشائش وصيانة شبكات المجاري والقنوات وأنظمة النقل والتخزين.

## وصلات خارجية
- موقع مشروع الجزيرة على شبكة الإنترنت
- موقع الاقتصادي السوداني